# Куракави
Куракави (исп. Curacaví) — город в Чили. Административный центр одноимённой коммуны. Население города — 15 645 человек (2002). Город и коммуна входит в состав провинции Мелипилья и Столичной области.
Территория — 693 км². Численность населения — 32 579 жителя (2017). Плотность населения — 47 чел./км².

## Расположение
Город расположен в 48 км на запад от столицы Чили города Сантьяго.
Коммуна граничит:
- на севере — c коммуной Килпуэ
- на востоке — с коммуной Лампа и провинцией Сантьяго
- на юго-востоке — c коммуной Падре-Уртадо
- на юге — c коммуной Мелипилья
- на юго-западе — c коммуной Мария-Пинто
- на западе — c коммуной Касабланка

## Демография
Согласно сведениям, собранным в ходе переписи 2017 г  Национальным институтом статистики (INE),  население коммуны составляет:
| Полное население                          | Полное население                          | Полное население                          | Полное население                          | Полное население                          | 32 579 |
| ----------------------------------------- | ----------------------------------------- | ----------------------------------------- | ----------------------------------------- | ----------------------------------------- | ------ |
| в том числе:                              | Городское население                       | 20 360                                    | Процент городского населения, %           | 62,49                                     |        |
|                                           | Сельское население                        | 12 219                                    | Процент сельского населения, %            | 37,51                                     |        |
|                                           | Мужское население                         | 16 222                                    | Процент мужского населения, %             | 49,79                                     |        |
|                                           | Женское население                         | 16 357                                    | Процент женского населения, %             | 50,21                                     |        |
| Плотность населения, чел/км²              | Плотность населения, чел/км²              | Плотность населения, чел/км²              | Плотность населения, чел/км²              | Плотность населения, чел/км²              | 47.00  |
| Население коммуны в % к населению области | Население коммуны в % к населению области | Население коммуны в % к населению области | Население коммуны в % к населению области | Население коммуны в % к населению области | 0,46   |

| Динамика изменения населения коммуны | Динамика изменения населения коммуны | Динамика изменения населения коммуны | Динамика изменения населения коммуны |
| ------------------------------------ | ------------------------------------ | ------------------------------------ | ------------------------------------ |
| 1992                                 | 2002                                 | 2012                                 | 2017                                 |
| 19053                                | 24298▲                               | 28439▲                               | 32579▲                               |

## Важнейшие населенные пункты[4]
| №  | Населённый пункт                  | Населённый пункт (исп.)         | Категория | Население чел. (2002) | На карте                        |
| -- | --------------------------------- | ------------------------------- | --------- | --------------------- | ------------------------------- |
| 1  | Куракави                          | Curacaví                        | город     | 15645                 | 33°24′18″ ю. ш. 71°07′55″ з. д. |
| 2  | Серрильос                         | Cerrillos                       | поселок   | 1115                  | 33°27′23″ ю. ш. 71°01′40″ з. д. |
| 3  | Ла-Аурора — Уньон-Сан-Хосе        | La Aurora-Unión San José        | поселок   | 795                   | 33°26′03″ ю. ш. 71°01′48″ з. д. |
| 4  | Мирафлорес                        | Miraflores                      | поселок   | 565                   | 33°24′51″ ю. ш. 71°03′17″ з. д. |
| 5  | Патагуилья — Патагуилья-Эль-Боске | Patagüilla-Patagüilla El Bosque | поселок   | 452                   | 33°29′50″ ю. ш. 70°59′47″ з. д. |
| 6  | Ло-Альварадо                      | Lo Alvarado                     | поселок   | 425                   | 33°28′05″ ю. ш. 71°04′10″ з. д. |
| 7  | Санта-Инес — Патагуилья           | Santa Inés-Patagüilla           | поселок   | 375                   | 33°29′54″ ю. ш. 70°59′52″ з. д. |
| 8  | Эль-Ахиаль                        | El Ajial                        | поселок   | 249                   | 33°29′34″ ю. ш. 71°01′42″ з. д. |
| 9  | Лас-Росас                         | Las Rosas                       | поселок   | 189                   | 33°24′47″ ю. ш. 71°07′12″ з. д. |
| 10 | Колоколо                          | Colocolo                        | поселок   | 147                   | 33°30′01″ ю. ш. 71°00′17″ з. д. |